# Quân đoàn 2, Quân đội nhân dân Việt Nam
Quân đoàn 2, còn gọi là "Binh đoàn Hương Giang", là một quân đoàn của Quân đội nhân dân Việt Nam, tồn tại từ tháng 5 năm 1974 đến tháng 12 năm 2023.
Quân đoàn 2 là lực lượng tham gia nhiều chiến dịch nhất trong lịch sử chiến tranh Việt Nam, với các lực lượng trực thuộc Quân đoàn 2 như Sư đoàn 325, Sư đoàn 304 (đã được điều chuyển về Quân khu 2), Sư đoàn 306 (đã được điều chuyển về Quân khu 1), Lữ đoàn Tăng thiết giáp 203, Lữ đoàn Phòng không 673, Lữ đoàn Pháo binh 164, Lữ đoàn Công binh 219 (đã sáp nhập vào lữ đoàn 575 Quân khu 1), Trung đoàn Thông tin 463. Quân đoàn 2 được thành lập ngày 17 tháng 5 năm 1974 tại Thừa Thiên (nay là thành phố Huế). Vì thành lập ở thượng nguồn sông Hương nên quân đoàn mới có tên gọi khác là Binh đoàn Hương Giang. Tháng 12 năm 2023, Quân đoàn 2 và Quân đoàn 1 hợp lại thành Quân đoàn 12.

## Lịch sử hình thành
Tháng 7 năm 1973, Ban Chấp hành Trung ương Đảng tiến hành hội nghị lần thứ 21, ra nghị quyết về tăng cường quân sự tiến tới thống nhất đất nước, tháng 10 năm 1973 Quân ủy Trung ương và Bộ Quốc phòng đề nghị Bộ Chính trị Trung ương Đảng đã phê chuẩn việc thành lập các quân đoàn chủ lực, ngày 17 tháng 5 năm 1974, Bộ Quốc phòng ký quyết định thành lập Quân đoàn 2. Ngày 1 tháng 6 năm 1974, tại Ba Nang-Ba Lòng Quảng Trị (trụ sở cơ quan Bộ Tư lệnh Quân khu Trị - Thiên), thượng tướng Song Hào Chủ nhiệm Tổng cục Chính trị, thay mặt Quân ủy Trung ương, Bộ Quốc phòng công bố quyết định thành lập Quân đoàn. Theo đó, Bộ tư lệnh Quân đoàn gồm có: Thiếu tướng Hoàng Văn Thái - Tư lệnh, Thiếu tướng Lê Linh - Chính ủy, Đại tá Hoàng Đan - Phó Tư lệnh, Đại tá Nguyễn Công Trang - Phó Chính ủy.
Tổ chức cơ quan buổi đầu của quân đoàn gồm: Bộ Tham mưu (13 phòng) do thượng tá Bùi Công Ái làm Tham mưu trưởng. Cục Chính trị (9 phòng) do thượng tá Lê Khả Phiêu làm Chủ nhiệm. Cục Hậu cần (10 phòng) do thượng tá Nguyễn Ngọc Thực làm Chủ nhiệm.
Đảng ủy quân đoàn gồm có: Lê Linh - bí thư; Hoàng Văn Thái - phó bí thư; Nguyễn Công Trang Phó bí thư; ủy viên Đảng ủy gồm có bốn người: Hoàng Đan, Bùi Công Ái, Lê Khả Phiêu, Nguyễn Ngọc Thực.
Lực lượng Quân đoàn 2 những ngày đầu mới thành lập gồm ba Sư đoàn bộ binh 304, 325, 324, Sư đoàn phòng không 673, Lữ đoàn pháo binh 164, Lữ đoàn xe tăng 203, Lữ đoàn công binh 219, Trung đoàn thông tin 463 và một số đơn vị trực thuộc khác. Khi tiến công dọc bờ biển, được tăng cường Sư đoàn 3 Sao Vàng.
Mùa xuân năm 1975, Quân đoàn tham gia chiến dịch giải phóng Huế, Đà Nẵng; tham gia chiến dịch Tây Nguyên. Trong chiến dịch Hồ Chí Minh Quân đoàn đã đánh chiếm Dinh Độc Lập cắm cờ trên dinh và bắt sống nội các Việt Nam Cộng hòa . Đại úy Bùi Quang Thận đã cắm lá cờ chiến thắng lúc 11 giờ 30 phút ngày 30 tháng 4 năm 1975 trên nóc Dinh độc lập, còn đại úy Phạm Xuân Thệ bắt sống nội các VNCH.
Sư đoàn 3 đánh Vũng Tàu rồi được gọi ra bắc, phòng thủ biên giới ở Lạng Sơn. đội hình Quân đoàn 2 tổ chức lại, với các sư đoàn 325, 324, 306, 341 đánh Khmer Đỏ. Đầu năm 1979 khi quân đội Trung Quốc gây hấn, Bộ quốc phòng có kế hoạch dùng máy bay chở quân đoàn 2 ra bắc, nhưng đến nơi thì quân Trung Quốc vừa rút lui.
Ngày 29/11/2023, tại Ninh Bình, Bộ Quốc phòng tổ chức hội nghị tiếp nhận nguyên trạng các cơ quan, đơn vị thuộc Quân đoàn 1, Quân đoàn 2 và Phân viện 5 (Bệnh viện 7, Quân khu 3) về Quân đoàn 12. 

## Lãnh đạo hiện nay
(Đã kết thúc hoạt động)
- Tư lệnh:
- Chính ủy:
- Phó Tư lệnh TMT:
- Phó Tư lệnh:
- Phó Tư lệnh:
- Phó Chính ủy:

## Tổ chức Đảng

### Tổ chức chung
Từ năm 2006 thực hiện chế độ Chính ủy, Chính trị viên trong Quân đội. Tổ chức Đảng bộ trong Quân đoàn 2 theo phân cấp như sau:
- Đảng bộ Quân đoàn 2 là cao nhất.
- Đảng bộ Bộ Tham mưu, Cục Chính trị, Cục Hậu cần, Cục Kỹ thuật, các Sư đoàn, Lữ đoàn và các đơn vị tương đương khác.
- Đảng bộ các đơn vị cơ sở trực thuộc các Cục, Sư đoàn (tương đương cấp Tiểu đoàn và Trung đoàn)
- Chi bộ các cơ quan đơn vị trực thuộc các đơn vị cơ sở (tương đương cấp Đại đội)

## Tổ chức chính quyền

### Cơ quan trực thuộc
- Văn phòng
- Thanh tra
- Phòng Tài chính
- Phòng Điều tra hình sự
- Bộ Tham mưu
- Cục Chính trị
- Cục Hậu cần
- Cục Kỹ thuật

### Đơn vị trực thuộc Quân đoàn
- Sư đoàn Bộ binh 325[6]
- Sư đoàn Bộ binh 304
- Sư đoàn 306
- Lữ đoàn Pháo Phòng không 673[7]
- Lữ đoàn Tăng - Thiết giáp 203
- Lữ đoàn Pháo binh 164[8]
- Trường quân sự Quân đoàn 2[9]
- Tiểu đoàn Cảnh vệ 46
- Bệnh viện Đa khoa Quân đoàn 2

Đến tháng 8 năm 2023, sư đoàn 304 được điều chuyển nguyên trạng về Quân khu 2, sư đoàn 306 được điều chuyển nguyên trạng về Quân khu 1.

### Đơn vị trực thuộc Cục
- Tiểu đoàn Thông tin 463, Bộ Tham mưu
- Tiểu đoàn 1 Trinh sát đặc nhiệm, Bộ Tham mưu
- Tiểu đoàn 2 Chỉ huy Pháo binh, Bộ Tham mưu
- Tiểu đoàn Vệ binh 46, Bộ Tham mưu
- Tiểu đoàn Hóa học, Bộ Tham mưu
- Đại đội Tác chiến điện tử 36, Bộ Tham mưu
- Bảo tàng Quân đoàn, Cục Chính trị
- Xưởng In, Cục Chính trị
- Tiểu đoàn Vận tải 32, Cục Hậu cần
- Tiểu đoàn Sửa chữa 51, Cục Kỹ thuật[11]
- Kho K291, Cục Kỹ thuật[12]

## Chỉ huy, lãnh đạo qua các thời kỳ

### Tư lệnh
| TT | Họ tên Năm sinh-năm mất       | Thời gian đảm nhiệm | Cấp bậc tại nhiệm                                         | Chức vụ cuối cùng                                     | Ghi chú                                     |
| -- | ----------------------------- | ------------------- | --------------------------------------------------------- | ----------------------------------------------------- | ------------------------------------------- |
| 1  | Hoàng Văn Thái (1920-2000)    | 1974-1975           | Thiếu tướng (1975)                                        | Quyền Chủ nhiệm Tổng cục Kỹ thuật (1986-1989)         |                                             |
| 2  | Nguyễn Hữu An (1926-1995)     | 1975-1979           | Thiếu tướng (1974) Trung tướng (1980) Thượng tướng (1986) | Giám đốc Học viện Quốc phòng (1991-1995)              |                                             |
| 3  | Nguyễn Chơn (1927-2015)       | 1979-1982           | Thiếu tướng (1979) Trung tướng (1984)                     | Thứ trưởng Bộ Quốc phòng (1987-1994)                  | Anh hùng Lực lượng Vũ trang Nhân dân (1970) |
| 4  | Bùi Công Ái                   | 1983-1988           | Thiếu tướng                                               |                                                       |                                             |
| 5  | Nguyễn Phúc Thanh (1944-2019) | 1988-1993           | Thiếu tướng (1988) Trung tướng (1994)                     | Phó Chủ tịch Quốc hội (1997-2007)                     |                                             |
| 6  | Nguyễn Văn Rinh (1942-)       | 1993-1995           | Thiếu tướng (1993 Trung tướng (1998) Thượng tướng (2003)  | Thứ trưởng Bộ Quốc phòng (1999-2007)                  |                                             |
| 7  | Phạm Xuân Thệ (1947-)         | 1995-2000           | Thiếu tướng (1995) Trung tướng (2002)                     | Tư lệnh Quân khu 1 (2002-2007)                        |                                             |
| 8  | Phạm Ngọc Khóa (1950-)        | 2000-2004           | Thiếu tướng (2000) Trung tướng (2006)                     | Cục trưởng Cục Tác chiến (2004-2010)                  |                                             |
| 9  | Thiều Chí Đinh (1950-)        | 2004-2007           | Thiếu tướng (2004) Trung tướng (2008)                     | Phó Giám đốc Học viện Quốc phòng (2008-2010)          |                                             |
| 10 | Nguyễn Đức Thận (1955-)       | 2007-2011           | Thiếu tướng (2007) Trung tướng (2012)                     | Cục trưởng Cục Quân huấn (2011-2015)                  |                                             |
| 11 | Phạm Văn Hưng (1958-)         | 2011-2015           | Thiếu tướng (2012) Trung tướng (2017)                     | Chánh Thanh tra Bộ Quốc phòng (2015-2018)             |                                             |
| 12 | Nguyễn Văn Nghĩa              | 2015-2017           | Thiếu tướng (2015) Trung tướng (2019)                     | Phó Tổng Tham mưu trưởng (01.2020-nay)                |                                             |
| 13 | Nguyễn Huy Cảnh               | 2017-6.2020         | Thiếu tướng (2017)                                        | Phó Tư lệnh - kiêm Tham mưu trưởng QK1 (07.2020 -nay) |                                             |
| 14 | Phạm Văn Hóa                  | 6.2020- 10.2023     | Thiếu tướng (2020)                                        | Tư lệnh QĐ2                                           |                                             |

### Chính ủy
| TT | Họ tên Năm sinh-năm mất       | Thời gian đảm nhiệm | Cấp bậc tại nhiệm                                         | Chức vụ cuối cùng                                                                               | Ghi chú                                                                                                 |
| -- | ----------------------------- | ------------------- | --------------------------------------------------------- | ----------------------------------------------------------------------------------------------- | --- |
| 1  | Lê Linh (1924-1998)           | 1974-1978           | Thiếu tướng (1974) Trung tướng (1984)                     | Phó giám đốc Học viện Quốc phòng (Việt Nam) (1981-1992)                                         | |
| 2  | Nguyễn Hùng Phong (1927-2018) | 1979-1982           | Thiếu tướng (1979 Trung tướng (1986)                      | Chính ủy Quân khu 1 (1981-1991)                                                                 | |
| 3  | Nguyễn Văn Hàm                | 1983 - 1988         | Thiếu tướng (1979)                                        |                                                                                                 | |
| 4  | Trần Ngọc Sơn (1940-)         | 1989-2000           | Thiếu tướng (1994)                                        |                                                                                                 | |
| 5  | Bùi Xuân Chủ (1948-)          | 2000-2003           | Trung tướng (2006)                                        | Chính ủy Tổng cục Hậu cần (2003-2007)                                                           | |
| 5  | Lương Cường (1957-)           | 2003-2007           | Thiếu tướng (2004) Trung tướng (2009) Thượng tướng (2014) | Chủ nhiệm Tổng cục chính trị (2016-2024) Thường trực Ban Bí thư (2024) Chủ tịch nước (2024-nay) | Đại tướng(1.2019) Ủy viên TW Đảng (2011-nay) Bí thư TW Đảng (2016-2024) Ủy viên Bộ Chính trị (2021-nay) |
| 6  | Nguyễn Sỹ Thăng (1958-)       | 2007-2010           | Thiếu tướng (2007) Trung tướng (2011)                     | Chính ủy Quân khu 1 (2011-5.2018)                                                               | |
| 7  | Nguyễn Văn Đủ (1960-)         | 2010-2014           | Thiếu tướng (2011) Trung tướng (2015)                     | Chính ủy Trường Đại học Chính trị (2.2015-6.2019)                                               | |
| 8  | Hà Tuấn Vũ (1959-)            | 2014- 10.2016       | Thiếu tướng (2014) Trung tướng (2018)                     | Chính ủy Học viện Hậu cần (10.2016-3.2019)                                                      | |
| 9  | Trần Võ Dũng (1965-)          | 10.2016-11.2017     | Thiếu tướng (2016)                                        | Chính ủy Quân khu 4 (11.2017-nay)                                                               | |
| 10 | Nguyễn Trọng Triển            | 11.2017-3.2019      | Thiếu tướng (2018)                                        | Chính ủy Bộ Tư lệnh Thủ đô (3.2019-4.2023)                                                      | |
| 11 | Lê Văn Duy                    | 3.2019-01.2020      | Thiếu tướng (2019)                                        | Chính ủy Trường Sĩ quan Lục quân 1 (01.2020-nay)                                                | |
| 12 | Đỗ Xuân Tụng                  | 12.2019- 5.2021     | Thiếu tướng (2020)                                        |                                                                                                 | Phó Cục trưởng Cục Cán bộ (5.2021-nay)                                                                  |
| 13 | Trần Danh Khải                | 8.2021-10-2023      | Thiếu Tướng Chính ủy Học viện Lục Quân(11.2023-nay)       |                                                                                                 | |

### Tham mưu trưởng
- Nguyễn Thái Cán, Thiếu tướng (1985)
- 1979-1985, Mai Xuân Tần,Mai Xuân Tần Thiếu tướng (1983)
- -2011, Phạm Văn Mạnh(1956), Thiếu tướng (2013), Phó Giám đốc Học viện Quân y (2011-)
- 2011-2013, Nguyễn Khắc Hát(1959), Thiếu tướng (2014), Phó Cục trưởng Cục Quân huấn (2013-)
- 2013-2015, Nguyễn Văn Nghĩa, Đại tá
- 2015-2017, Nguyễn Huy Cảnh, Đại tá
- 2017-2019, Mai Quốc Hưng, Đại tá, Phó Giám đốc Trường Đại học Chính trị (2019-nay)
- 2019-6.2020, Phạm Văn Hóa, Đại tá
- 6.2020-12.2023, Nguyễn Thành Phố, Đại tá